# Vittel
Vittel település Franciaországban, Vosges megyében. Lakosainak száma 4766 fő (2022. január 1.). Vittel They-sous-Montfort, Contrexéville, Haréville, Lignéville, Norroy, Parey-sous-Montfort, Saint-Remimont, Thuillières és Valleroy-le-Sec községekkel határos.

## Népesség
A település népessége az elmúlt években az alábbi módon változott:
| Lakosok száma | 5248 | 5213 | 5355 | 5071 | 4951 | 4832 | 4805 | 4793 | 4766 |
|               | 2013 | 2015 | 2016 | 2017 | 2018 | 2019 | 2020 | 2021 | 2022 |